# Dietrich Zander
Dietrich Zander (2 de julio de 1951) es un deportista de la RDA que compitió en remo.
Participó en los Juegos Olímpicos de Múnich 1972, obteniendo una medalla de plata en la prueba de cuatro con timonel. Ganó una medalla de oro en el Campeonato Mundial de Remo de 1970 y dos medallas de plata en el Campeonato Europeo de Remo, en los años 1971 y 1973.

## Palmarés internacional
| Juegos Olímpicos   | Juegos Olímpicos        | Juegos Olímpicos | Juegos Olímpicos   |
| Año                | Lugar                   | Medalla          | Prueba             |
| ------------------ | ----------------------- | ---------------- | ------------------ |
| 1972               | Múnich (RFA)            | Medalla de plata | Cuatro con timonel |
| Campeonato Mundial |                         |                  |                    |
| Año                | Lugar                   | Medalla          | Prueba             |
| 1970               | St. Catharines (Canadá) | Medalla de oro   | Ocho con timonel   |
| Campeonato Europeo |                         |                  |                    |
| Año                | Lugar                   | Medalla          | Prueba             |
| 1971               | Copenhague (Dinamarca)  | Medalla de plata | Ocho con timonel   |
| 1973               | Moscú (URSS)            | Medalla de plata | Cuatro con timonel |